# Hanna Huizenga
Hanna Grietje Huizenga (Hoogezand, 4 juli 2005) is een voetbalspeelster uit Nederland. Ze speelt als aanvaller voor PEC Zwolle.

## Clubcarrière
Huizenga begon in 2010 bij de jeugd van HS '88. In 2019 stapte ze over naar GVAV-Rapiditas.
Huizenga speelde in het seizoen 2021/22 als aanvaller voor sc Heerenveen en maakte in oktober 2021 haar debuut in de Vrouwen Eredivisie. Op 19 mei 2022 maakte Huizenga transfervrij de overstap naar het nieuw opgerichte Fortuna Sittard. Voor Fortuna Sittard kwam Huizenga in haar debuutseizoen drie keer tot scoren, waaronder de belangrijke winnende treffer in de thuiswedstrijd tegen FC Twente op 5 maart 2022.
Huizenga tekende op 13 mei 2024 een contract bij competitiegenoot PEC Zwolle waarmee ze Fortuna Sittard na twee seizoenen achter zich liet. In Zwolle tekende ze een contract tot 30 juni 2026.

### Carrièrestatistieken
| Seizoen                         | Club            | Land            | Competitie         | Competitie | Competitie | Beker | Beker | Internationaal | Internationaal | Overig | Overig | Totaal | Totaal |
| Seizoen                         | Club            | Land            | Competitie         | Wed.       | Dlp.       | Wed.  | Dlp.  | Wed.           | Dlp.           | Wed.   | Dlp.   | Wed.   | Dlp.   |
| ------------------------------- | --------------- | --------------- | ------------------ | ---------- | ---------- | ----- | ----- | -------------- | -------------- | ------ | ------ | ------ | ------ |
| 2021/22                         | sc Heerenveen   | Nederland       | Vrouwen Eredivisie | 5          | 0          | 1     | 0     | –              | –              | –      | –      | 6      | 0      |
| 2022/23                         | Fortuna Sittard | Nederland       | Vrouwen Eredivisie | 19         | 3          | 2     | 0     | –              | –              | 2      | 0      | 23     | 3      |
| 2023/24                         | Fortuna Sittard | Nederland       | Vrouwen Eredivisie | 21         | 3          | 3     | 0     | –              | –              | 0      | 0      | 24     | 3      |
| 2024/25                         | PEC Zwolle      | Nederland       | Vrouwen Eredivisie | 11         | 2          | 0     | 0     | –              | –              | 0      | 0      | 11     | 2      |
| Carrière totaal                 | Carrière totaal | Carrière totaal | Carrière totaal    | 56         | 8          | 6     | 1     | 0              | 0              | 2      | 0      | 64     | 9      |
| Bijgewerkt tot 22 december 2024 |                 |                 |                    |            |            |       |       |                |                |        |        |        |        |

## Interlandcarrière
Op 6 juli 2021 maakte Huizenga haar debuut voor Oranje O16.
Met Oranje O17 speelde ze op het kwalificatietoernooi voor het EK in 2022.

## Privé
Huizenga studeert aan de Topsport Talent School in Groningen.